# Amt Lensahn
Amt Lensahn er et amt i det nordlige Tyskland, beliggende i den østlige/centrale del af Kreis Østholsten. Kreis Østholsten ligger i den østlige del af delstaten Slesvig-Holsten. Administrationen i amtet er beliggende i byen Lensahn. Det grænser mod nord til Oldenburg in Holstein og Amt Oldenburg-Land, mod vest og syd til Amt Ostholstein-Mitte, mod syd til kommunen Grömitz og mod øst til kommunen Grube.
1. januar 2007 indtrådte kommunen Riepsdorf fra det tidligere Amt Grube ind i Amt Lensahn.

## Kommuner i amtet
- Beschendorf
- Damlos
- Harmsdorf
- Kabelhorst
- Lensahn
- Manhagen
- Riepsdorf